# Svatováclavský hudební festival
Svatováclavský hudební festival je občanské sdružení vzniklé z iniciativy ostravské skupiny umělců, hudebních teoretiků a milovníků hudby a umění v červnu roku 2003, které pořádá a organizuje stejnojmenný mezinárodní hudební festival. Ten pod jednotnou dramaturgickou a ideovou platformou zprostředkovává hudební konfrontace široké skupině obyvatel Moravskoslezského kraje. Cílem festivalu je zprostředkovat posluchačům starou a duchovní hudbu v sakrálních prostorách. Koncert je rovněž oslavou české státnosti, proto se prvních 10 ročníků festivalu konalo v termínu od 28. září do 28. října, tzn. mezi zářijovým státním svátkem oslavujícím českou státnost a svátek svatého Václava a mezi dnem vzniku Československa .  V roce 2020 bude festival probíhat od 3. září do 28. října v kostelech Moravskoslezského kraje.

### Externí odkazy

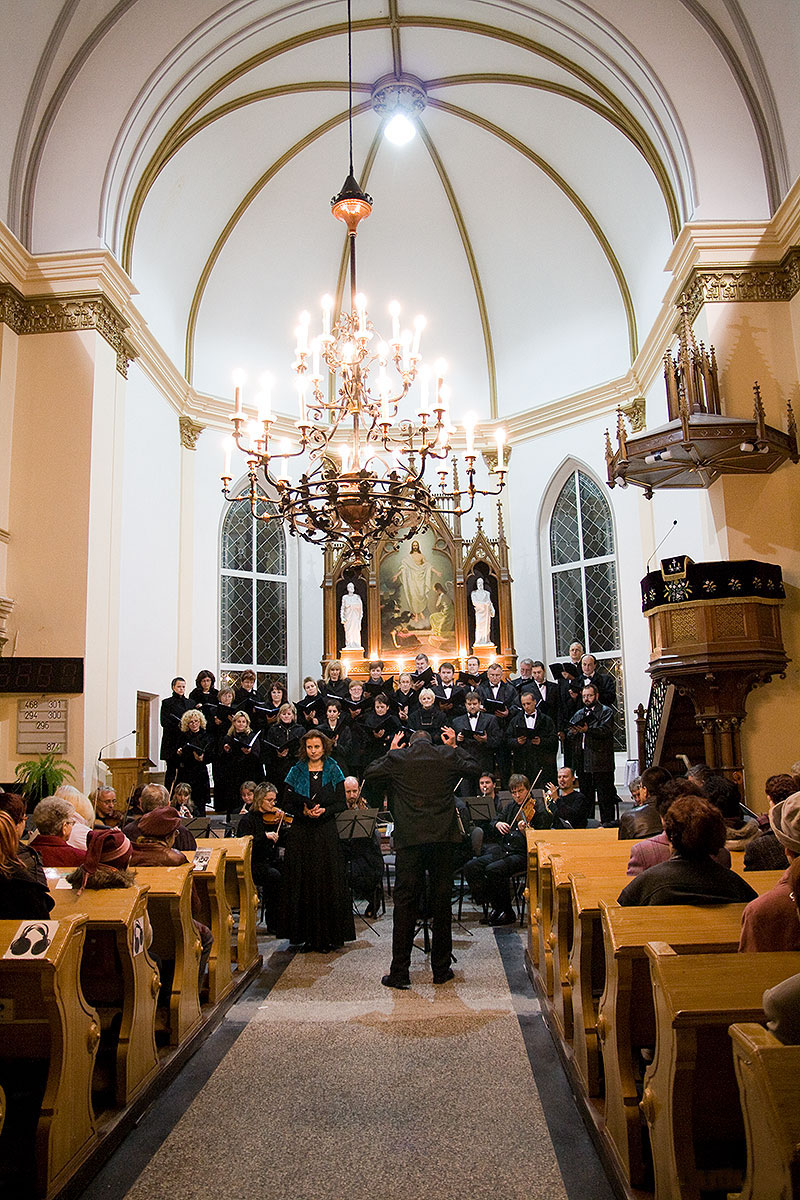
Svatováclavský hudební festival v Třinci (2010)